# Appelle
Appelle is een gemeente in het Franse departement Tarn (regio Occitanie) en telt 64 inwoners (2009). De plaats maakt deel uit van het arrondissement Castres.

## Geografie
De oppervlakte van Appelle bedraagt 3,9 km², de bevolkingsdichtheid is dus 16,4 inwoners per km².
De onderstaande kaart toont de ligging van Appelle met de belangrijkste infrastructuur en aangrenzende gemeenten.

## Demografie
Onderstaande figuur toont het verloop van het inwonertal (bron: INSEE-tellingen).